# Славиње
Славиње (словен. Slavinje, итал. Slavigne) је насељено место у општини Постојна, Приморско-нотрањска регија, Словенија.

## Историја
До територијалне реорганизације у Словенији било су у саставу старе општине Постојна.

## Становништво
У попису становништва из 2011. године, Славиње је имало 65 становника.
| Број становника према пописима | Број становника према пописима | Број становника према пописима |
| ------------------------------ | ------------------------------ | ------------------------------ |
| 1991                           | 2002                           | 2011                           |
| 66                             | 64                             | 65                             |